# Domenico Bartolini (cardinal)
Pour les articles homonymes, voir Domenico Bartolini et Bartolini.
Domenico Bartolini (né le 16 mai 1813 à Rome, et mort le 2 octobre 1887 à Florence) est un cardinal italien du XIXe siècle. Il est le fils d'un marchand.

## Biographie
Domenico Bartolini exerce diverses fonctions au sein de la Curie romaine, notamment auprès de la Congrégation des rites. Le pape Pie IX le crée cardinal lors du consistoire du 5 mars 1875. Il participe au conclave de 1878, lors duquel Léon XIII est élu. 
Le cardinal Bartolini est Préfet de la congrégation des rites de juillet 1878 à sa mort et Camerlingue du Sacré Collège en 1886-1887. Il est l'auteur de plusieurs livres sur l'archéologie, l'hagiographie et l'histoire.

## Sources
- Fiche du cardinal Domenico Bartolini sur le site fiu.edu